# 나카무라시
나카무라시(일본어: 中村市, なかむらし)는 일본 고치현에 있었던 시이다.

## 개요
"시만토 시"와 "시만토정"이 옆끼리 혼란하기 쉽기 때문에, 도로 표지판에서 "시만토 시"는 "나카무라"로 표기된, "시만토 정"은 "쿠보카와"라고 표기되어있다.
전국 시대에 토사 이치죠 씨의 성시로서 번창 한 도시로 교토를 모델로 한 도시가 형성되었기 때문에 "토사 교토"라는 별명을 가지고있다.
또, "나카무라"는 전국 각지에 다수 존재하는 지명이며, 전국 시대 후반부터 토쿠가와 시대에 걸친 소마 씨의 성시도 "나카무라"이며, 나고야역 서쪽 출구 주변 지역 이름도 "나카무라"이다. 이 경우, 토사 이치죠 씨의 성시 (고치 현의 나카무라)는 "토사 나카무라", 소마 씨의 성시 (소마시의 나카무라)는 "오슈 나카무라", 나고야 역 서쪽 출구 주변 (나고야시의 나카무라)는 "오와리 나카무라 "라고 불리는 경우도 있다.

## 역사
에도 시대에 이르러 나가무네 아비씨에서 야마우치씨로 통치자가 바뀌었고 나카무라는 야마우치씨가 다스리는 도사번의 영내로 들어갔다.
- 1954년 3월 31일 - 하타군 나카무라정, 시모다정, 히가시야마촌, 와라비오카촌, 우시로가와촌, 야쓰카촌, 구도촌, 히가시나카스지촌, 도미야마촌, 오카와스지촌, 나카스지촌이 합병해 성립하였다.
- 2005년 4월 10일 - 하타군 니시토사촌과 합병해 시만토시가 되어, 동일 나카무라시는 폐지되었다. 합병 후 인구는 약 39,000명

## 교통
- 도사쿠로시오 철도
  - 나카무라 선
  - 스쿠모 선

### 도로
- 국도 제56호선
- 국도 제321호선
- 국도 제439호선
- 국도 제441호선

## 같이 보기
- 나카무라 성 (토사 국)

## 참고 문헌
- 角川日本地名大辞典編纂委員会,『角川日本地名大辞典 39 高知県』1983, 角川書店